# Кривушка
Кривушка — река в России, протекает в Шипуновском районе Алтайского края. Длина реки составляет 16 км.
Начинается вблизи деревни Озерки. Течёт в северном направлении по пойме Чарыша. Устье реки находится в 228 км по правому берегу реки Чарыш у села Ельцовка. 

## Данные водного реестра
По данным государственного водного реестра России относится к Верхнеобскому бассейновому округу, водохозяйственный участок реки — Обь от слияния рек Бия и Катунь до города Барнаул, без реки Алей, речной подбассейн реки — бассейны притоков (Верхней) Оби до впадения Томи. Речной бассейн реки — (Верхняя) Обь до впадения Иртыша.